# Idrottens Vänner
Sällskapet Idrottens Vänner, förkortat I.V., var en idrottsförening från Göteborg.
Sällskapet grundades den 21 augusti 1892 och är mest känt för att ha spelat SM-final i fotboll i den första upplagan av svenska mästerskapet 1896, då Örgryte IS vann med 3–0 och blev de första svenska mästarna någonsin.
Bland framstående idrottare i föreningen märks brottaren och släggkastaren Carl Sandberg och höjdhopparen John Fenton.
1901 uppgick föreningen i Göteborgs IF.